# Termotehnička postrojenja
Termotehnička postrojenja održavaju u zadanim prostorima mikroklimatske uvjete primjerene namjeni tih prostora neovisno o meteorološkim prilikama. Ona su općeprisutna u suvremenom okruženju, a s porastom standarda i tehnološkog razvitka njihova primjena postaje sve učestalija. 
Termotehnika kao dio strojarstva proučava projektiranje, konstrukciju, upravljanje, postavljanje i održavanje uređaja za grijanje, hlađenje, ventilaciju, klimatizaciju i njihove elemente, kao što su pumpe, ventilatori, kompresori, izmjenjivači topline, cjevovodi itd. 
Jedna je od zadaća strojarskog inženjera da takva postrojenja i pripadne instalacije projektira u skladu sa zahtjevima koji proizlaze iz namjene i arhitektonskog rješenja prostora, pa se tako npr. bitno razlikuju zahtjevi kojima projektant mora udovoljiti u slučaju grijanja neke stambene zgrade, grijanja i ventilacije industrijske hale, klimatizacije bolničkog prostora ili hlađenja odnosno zamrzavanja robe u hladnjači. Pri tome se naročita pažnja posvećuje racionalnom korištenju energije uz uporabu obnovljivih izvora gdje je to moguće. ,

## Vanjske poveznice
- O studiju termotehnike na stranicama Procesno-energetskog smjera Fakulteta strojarstva i brodogradnje Sveučilišta u Zagrebu  Arhivirana inačica izvorne stranice od 25. prosinca 2008. (Wayback Machine)